# Richard Christensen (skuespiller)
Axel Richard Christensen (1. april 1887 i København – 18. september 1944 på Frederiksberg) var en dansk skuespiller.
Han debuterede i 1906 på Folketeatret hvor han blev resten af sin skuespildskarriere med undtagelse af en enkelt sæson på Dagmarteatret. Han filmdebuterede i en stumfilm hos Nordisk Film i 1911, efterfølgende var han hos Det Skandinavisk-Russiske Handelshus og Kinografen. I slutningen af 1930'erne medvirkede han desuden i en række tonefilm.
Han var gift to gange. Første gang med Elna Schytte (1874-1932) og efter hendes død blev han i 1934 gift med skuespillerinde Margit Synnestvedt (1915-2003).

## Filmografi
| Stumfilm: - Ved Fængslets Port (som Bruun, Aages ven; August Blom, DK, 1911) - Den utro Hustru (ubekendt, DK, 1911) - Vildledt Elskov (som studenten; August Blom, DK, 1911) - Jernbanens Datter (August Blom, DK, 1912) - Det berygtede Hus (som Løjtnant Svend Thomsen; Urban Gad, DK, 1912) - Den Undvegne (August Blom, DK, 1912) - Trofast Kærlighed (som Poul Vang, stud. jur.; Einar Zangenberg, DK, 1912) - Pigen fra det mørke København (Louis von Kohl, DK, 1912) - Ildfluen (som Wulff, artistagent; Einar Zangenberg, DK, 1913) - Moderkærlighed (som Poul Wang, læge; Einar Zangenberg, DK, 1913) - Statens Kurér (som Green, legationssekretær; Einar Zangenberg, DK, 1915) - Mørkets Fyrste (som Henry, Irenes elsker; ubekendt, DK, 1916) - Amors Spilopper (som Doktor Lund; ubekendt, DK, 1916) - Præsidenten (som forsvarsadvokat Georg Berger; Carl Th. Dreyer, DK, 1919) | Tonefilm: - Under Byens Tage (som Rolf Hartz; Johan Jacobsen, DK, 1938) - Familien Olsen (som retsformanden; Alice O'Fredericks, Lau Lauritzen Jr., DK, 1940) - Sommerglæder (som Vicekonsul Terkildsen; Svend Methling, DK, 1940) - Thummelumsen (som Overlærer Clausen; Emanuel Gregers, DK, 1941) - Tante Cramers Testamente (som Tulstrup, tjener hos Fru Cramer; Arne Weel, DK, 1941) - Tak fordi du kom, Nick (som Onkel Johan; Svend Methling, DK, 1941) - Wienerbarnet (som Emilius Andersen, fuldmægtig; Arne Weel, DK, 1941) - Forellen (som Lektor Ludvigsen; Emanuel Gregers, DK, 1942) - Natekspressen (P. 903) (som Klemann, politiinspektør; Svend Methling, DK, 1942) - Vi kunde ha' det saa rart (som Dr. Brandt; Christen Jul, Mogens Skot-Hansen, DK, 1942) - Det brændende Spørgsmaal (som Edvard Holm, overretssagfører; Alice O'Fredericks, DK, 1943) - Erik Ejegods Pilgrimsfærd (som Wang, overlærer; Svend Methling, DK, 1943) - Det kære København (som Oberstløjtnant Grøn, i "Dana"s bestyrels; Svend Methling, DK, 1943) |